# Aplonis feadensis
Aplonis feadensis là một loài chim trong họ Sturnidae.